# 阿馬帕拉
阿馬帕拉（西班牙語：Amapala），是洪都拉斯山谷省負責管轄的一个自治市，位于太平洋岸豐塞卡灣的埃爾蒂格雷島上，屬於中美洲火山弧的一部分。始建於1869年，曾经是洪都拉斯在太平洋沿岸最大的海港。总面积面積80.7平方公里，海拔高度85米，最高點海拔高度783米。2001年人口9,687，人口密度每平方公里120.04人。